# トゥ・リブ・アゲイン
『トゥ・リブ・アゲイン』（To Live Again）は、タロットのライブ・アルバム。1994年発表。当時日本でタロットのアルバムを出版していたゼロ・コーポレーションの企画により制作された。日本以外ではここから一部選曲されたものが次作『スティグマータ』にボーナス・ディスクとして追加された。

## 収録曲
1. チルドレン・オブ・ザ・グレイブ Children Of The Grave
2. リブ・ハード・ダイ・ハード Live Hard Die Hard
3. アイアン・スターズ Iron Stars
4. ノー・リターン No Return
5. ティアーズ・オブ・スティール Tears Of Steel
6. ブリージング・ファイヤー Breathing Fire
7. ミッドウインター・ナイツ Midwinter Nights
8. ウイングス・オブ・ダークネス Wings Of Darkness
9. ローズ・オン・ザ・グレイブ Rose On The Grave
10. シングス・ザット・クロール・アット・ナイト Things That Crawl At Night
11. ダンシング・オン・ザ・ワイヤー Dancing On The Wire
12. レディー・ディシーバー Lady Deceiver
13. カラー・オブ・ユア・ブラッド The Colour Of Your Blood
14. チョウズン The Chosen
15. キル・ザ・キング Kill The King
16. ドゥ・ユー・ワナ・リブ・フォーエバー Do You Wanna Live Forever

## 参加ミュージシャン
- Marco Hietala - ベース、ボーカル
- Zachary Hietala - ギター
- Janne Tolska - キーボード
- Pecu Cinnari - ドラムス